# Jánisz Gúmasz
Jánisz Gúmasz (görögül: Γιάννης Γκούμας; Lárisza, 1975. május 24. –) görög válogatott labdarúgó. Tagja volt a 2004-ben Európa-bajnokságot nyert görög válogatott keretének.

## Pályafutása

### Klubcsapatokban
Pályafutása során egyetlen klubcsapatban, a Panathinaikószban játszott, melynek 1994 és 2009 között volt a játékosa. 277 bajnokin 27 gólt szerzett és három görög bajnoki címet szerzett. 

### A válogatottban
1997 és 2008 között 45 alkalommal szerepelt a görög válogatottban. Tagja volt a 2004-es Európa-bajnokságon győztes válogatott keretének. Részt vett még a 2005-ös konföderációs kupán és a 2008-as Európa-bajnokságon is.

## Sikerei, díjai
Panathinaikósz
- Görög bajnok (3): 1995, 1996, 2004
- Görög kupagyőztes (2): 1995, 2004

Görögország
- Európa-bajnok (1): 2004